# Ups 'n Downs
Pour plus de détails, voir Fiche technique et Distribution.
Ups 'n Downs est un dessin animé de la Warner Bros. Pictures, dans la série des Bosko (Looney Tunes), sorti en 1931.
Il a été produit et réalisé par Hugh Harman et Rudolf Ising. De plus, Leon Schlesinger est crédité comme producteur associé.

## Synopsis
Bosko, vendeur de hot-dogs devant un champ de courses, a un rêve secret : devenir jockey. [..]

## Fiche technique
- Titre original : Ups 'n Downs
- Réalisation : Hugh Harman et Rudolf Ising
- Producteurs : Hugh Harman, Rudolf Ising et Leon Schlesinger
- Musique : Frank Marsales
  - Sonny boyde Ray Henderson
  - Where, Oh Where Has My Little Dog Gone? (musique du folklore germanique).
- Production : Leon Schlesinger Studios
- Distribution : Warner Bros. Pictures
- Durée : 7 minutes
- Format : noir et blanc - mono
- Langue : anglais
- Pays de production : États-Unis
- Date de sortie :  États-Unis : avril 1931
- Genre : Dessin-animé
- Licence : domaine public[1]

## Distribution

### Voix originales
- Johnny Murray : Bosko